# دنگیزک
دنگیزک، روستایی از توابع بخش تنکمان شهرستان نظرآباد در استان البرز ایران است.

## وجه تسمیه روستای دنگیزک
واژه دنگیزک در اصل یک اصلاح ترکی است. طبق برخی روایات محلی و شفاهی از اهالی کوچ‌نشین و رمه دار شمال منطقه ساوجبلاغ یعنی الکایی‌ها و برخی اهالی کوچ‌نشین طالقان که طی سده‌های متوالی در این محل و منطقه رفت‌وآمد داشته‌اند، در موقعیت شرقی کنونی روستای دنگیزک (روستای ابراهیم بیگی) چشمه‌ای گوارا و شیرین وجود داشته که به سبب لطافت، شفافیت و گوارایی تحت نام نازان چشمه (ابراهیم بیگی فعلی) شناخته می‌شده‌است.
بر طبق همین روایات محلی از دیگر اهالی منطقه، در این محل (نازان چشمه) شخصی پارسا و زاهد  تحت نام پیر نوید میزیسته است. محل سکونت این پیر سرشناس همان مکان آرامگاه امامزاده محمد دنگیزک است که اهالی منطقه جهت امور طبابت نزد وی می‌رفته‌اند.

## فرهنگ و رسوم
فرهنگ و رسوم رایج در روستای دنگیزگ به تبع و رابطه در خور با دیگر اهالی منطقه و روستاهای همجوار بوده‌است. از جمله شاخصه‌های آن می‌توان به اجرای مراسم تعزیه دهه محرم اشاره کرد.اکثریت اهالی روستا به زبان ترکی  صحبت می‌کنند و با این تفاوت که گویش و لهجه خاصی در زبانشان وجود دارد که دیگر اهالی منطقه این لهجه را ندارند. که احتمالاً به دلیل پیوند بین قومیت‌های لر و اهالی سرزمین بیجار، چند عنصر متفاوت فرهنگی و زبانی در نزد قومیت‌های اکثراً ترک زبان این روستا به وجود آمده‌است.

## ساختار اداری روستا
- شورای پنج نفره روستا
- دهیاری
- هیئت امنای مسجد جامع
- پایگاه بسیج مستضعفین
- شورای حل اختلاف

## امکانات
- آب لوله‌کشی شده
- شبکه برق
- گاز
- تلفن ثابت
- مدرسه (مقطع ابتدایی و راهنمائی)
- خانه بهداشت روستایی
- باشگاه ورزشی
- زمین فوتبال
- دفتر پست و تلفن

## جمعیت
این روستا در دهستان تنکمان شمالی قرار دارد و براساس سرشماری مرکز آمار ایران در سال ۱۳۸۵، جمعیت آن ۱٬۵۷۲ نفر (۴۰۱خانوار) بوده‌است.
در سر شمارش جدیدی به به عمل آمده جمعیت آن به 1800 نفر و 800 خانوار افزایش یافته‌است.

## وضعیت جغرافیائی
این روستا در منطقه‌ای واقع شده‌است که از غرب به شهر نظرآباد و از جنوب با گذشتن از روستاهای حسن آباد و حسین آباد و بختیار به شهر تنکمان و از شرق به روستاهای ابراهیم بیگی و انبار تپه و قاسم آباد بزرگ و کوچک و در نهایت به شرق هشتگرد و از شمال به هشتگرد و از شمال غرب به روستای قلعه آذری و هشتگرد منتهی می‌شود. این روستا از راه‌های ارتباطی خوبی بهره مند نیست، به صورتی که در فصل زمستان شاهد تصادفات بسیاری در مسیرهای دسترسی منتهی به این روستا هستیم، همچنین برخلاف بسیاری از روستاهای منطقه از نبود حمل و نقل عمومی به شدت رنج می‌برد.